# Смирновка (Амурская область)
Смирно́вка — село в Октябрьском районе Амурской области, Россия. Входит в Королинский сельсовет.

## География
Село Смирновка расположено к северу от районного центра Октябрьского района села Екатеринославка, расстояние — 26 км (через Короли, административный центр Королинского сельсовета).
Западнее Смирновки проходит Транссибирская магистраль, рядом с селом находится железнодорожная станция Спартак ЗабЖД.
Автодорога Чита — Хабаровск проходит в 3 км восточнее села.
На север от села Смирновка дорога идёт к селу Верхнебелое Ромненского района.

## Население
| 2002 | 2010 | 2012 | 2013 | 2014 | 2015 | 2016 |
| ---- | ---- | ---- | ---- | ---- | ---- | ---- |
| 48   | ↘14  | ↘13  | →13  | →13  | ↘11  | ↗12  |
| 2017 | 2018 |      |      |      |      |      |
| ↗13  | ↘12  |      |      |      |      |      |

По данным переписи 1926 года по Дальневосточному краю, в населённом пункте числилось 103 хозяйства и 542 жителя (267 мужчин и 275 женщин), из которых преобладающая национальность — украинцы (60 хозяйств).